# Teatr Dramatyczny w Homlu

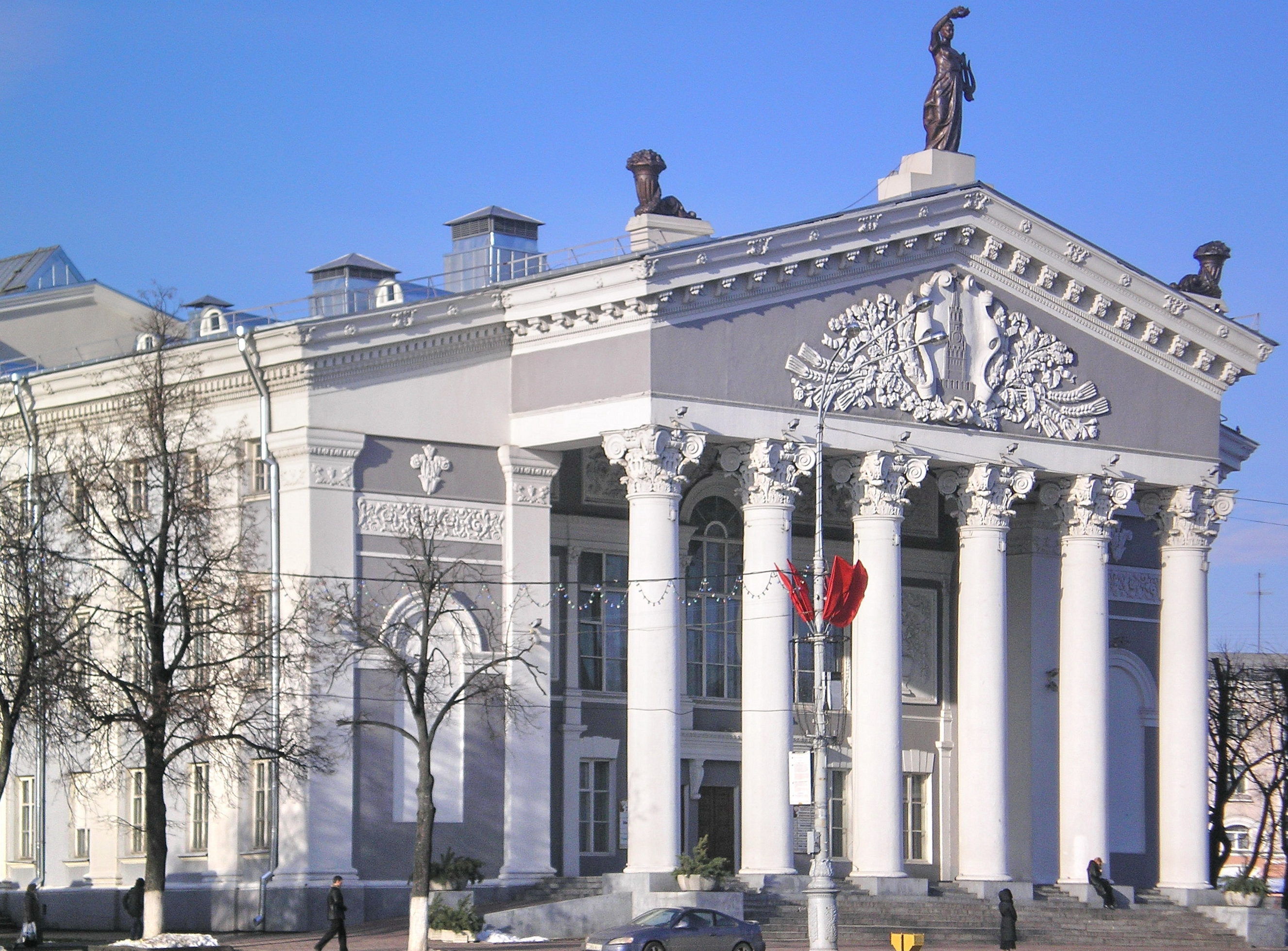
Homelski Teatr Dramatyczny

Teatr Dramatyczny w Homlu (biał. Гомельскі абласны драматычны тэатр, ros. Гомельский областной драматический театр) – obwodowa placówka teatralna mieszcząca się w Homlu przy pl. Lenina 1. 
Budynek teatru zbudowano w 1956 według projektu A. Tarasenki z 1941. Architekt nadał mu kształt radzieckiego klasycyzmu podkreślony m.in. przez sześciokolumnowy portyk. Gmach jest ozdobiony licznymi rzeźbami. Jego wnętrze może pomieścić 570 widzów. 
Teatr jako instytucja działa od 1954. Raz na trzy lata w placówce odbywa się Międzynarodowy Festiwal Sztuk Teatralnych „Słowiańskie Spotkania Teatralne”.